# 蘭利號航空母艦 (CV-1)
蘭利號（英語：USS Langley CV-1/AV-3）為美国海军第一艘航空母艦，由運煤船朱比特號（USS Jupiter AC-3 ）改裝而成，為美國海軍航空兵力的先驅。1936年退役，改裝為水上機母艦，並改編號為AV-3。太平洋戰爭爆發後美軍用該艦運補飛機，1942年2月27日在載運P-40戰鬥機至爪哇時，被日機攻擊而重創，棄船後由護航的驅逐艦擊沉。

## 来历
运煤船朱比特号的龙骨安放典礼是由美國第27任總統威廉·霍華德·塔夫脫於1911年10月18日，在马尔岛海军造船场主持。该舰于1912年8月14日下水，次年4月7日成军，首任舰长为约瑟夫·M·里夫斯中校。为增援因维拉克鲁兹行动而巡弋墨西哥的太平洋海岸的美国太平洋舰队，朱比特号于1914年4月27日搭载一队美国陆战队官兵抵达墨西哥的马萨特兰，并在当地执勤直到10月10日。当朱比特号奉命要回到费城时，该舰成为巴拿马运河开通之后，第一艘由太平洋端开向大西洋端的船只。

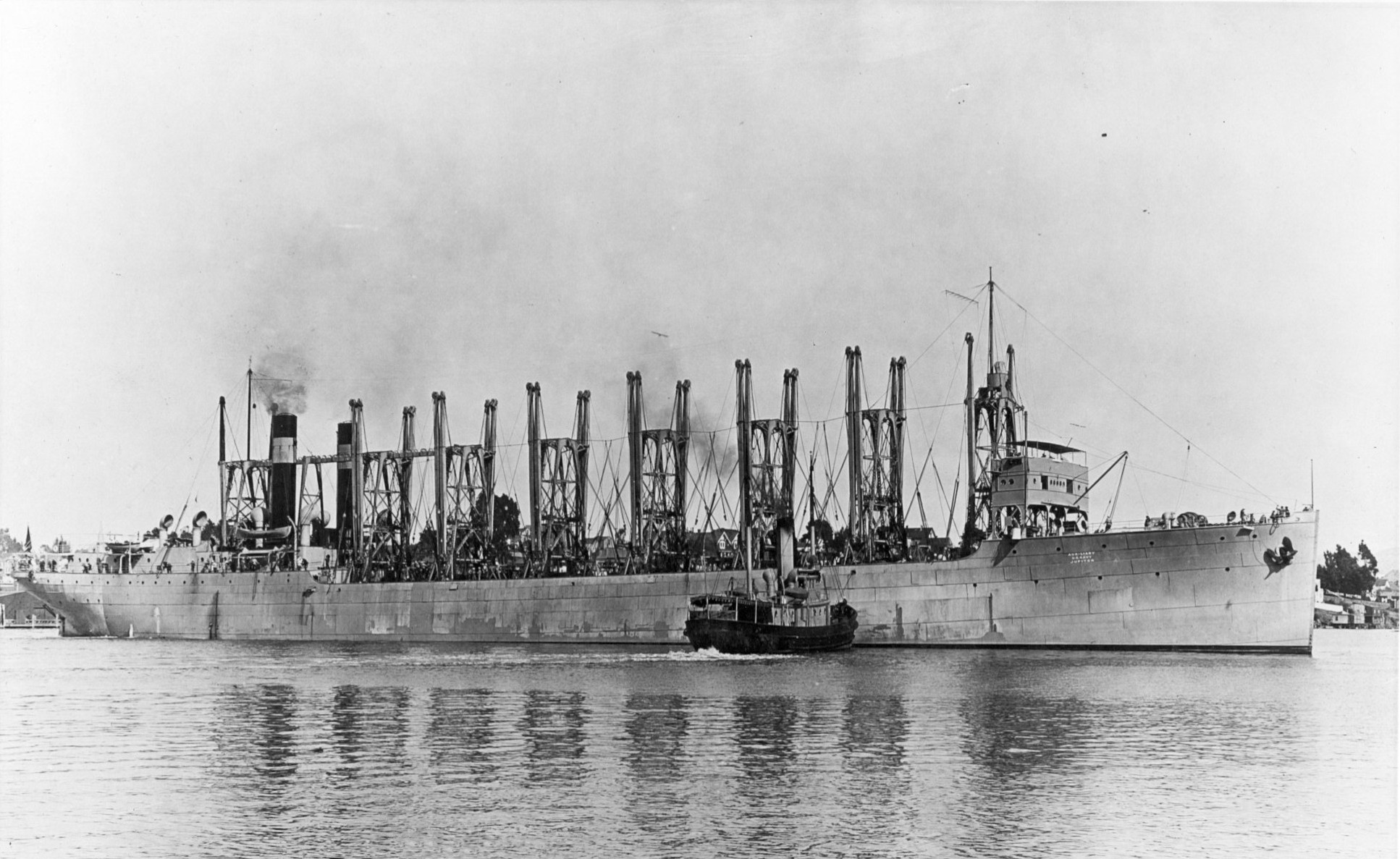
朱比特號於馬爾島海軍造船廠，攝於1913年

到美國參加第一次世界大戰之前，朱比特號成為美國大西洋艦隊輔助艦戰隊的一員，巡弋於大西洋與墨西哥灣之間。1917年4月，該艦改隸於海軍火砲試驗基地（Naval Ordnance Test Station），並曾在1917年6月與1918年9月搭載部隊前往法國。休戰後，該艦前往歐洲海域擔任供煤的任務，以服務運送部隊返美的海軍艦隻。美國海軍於1919年7月11日決定將朱比特號改裝為航空母艦，於是該艦於1919年12月12日航抵維吉尼亞州的漢普頓錨地，並於1920年3月24日除役。

## 航空母艦生涯

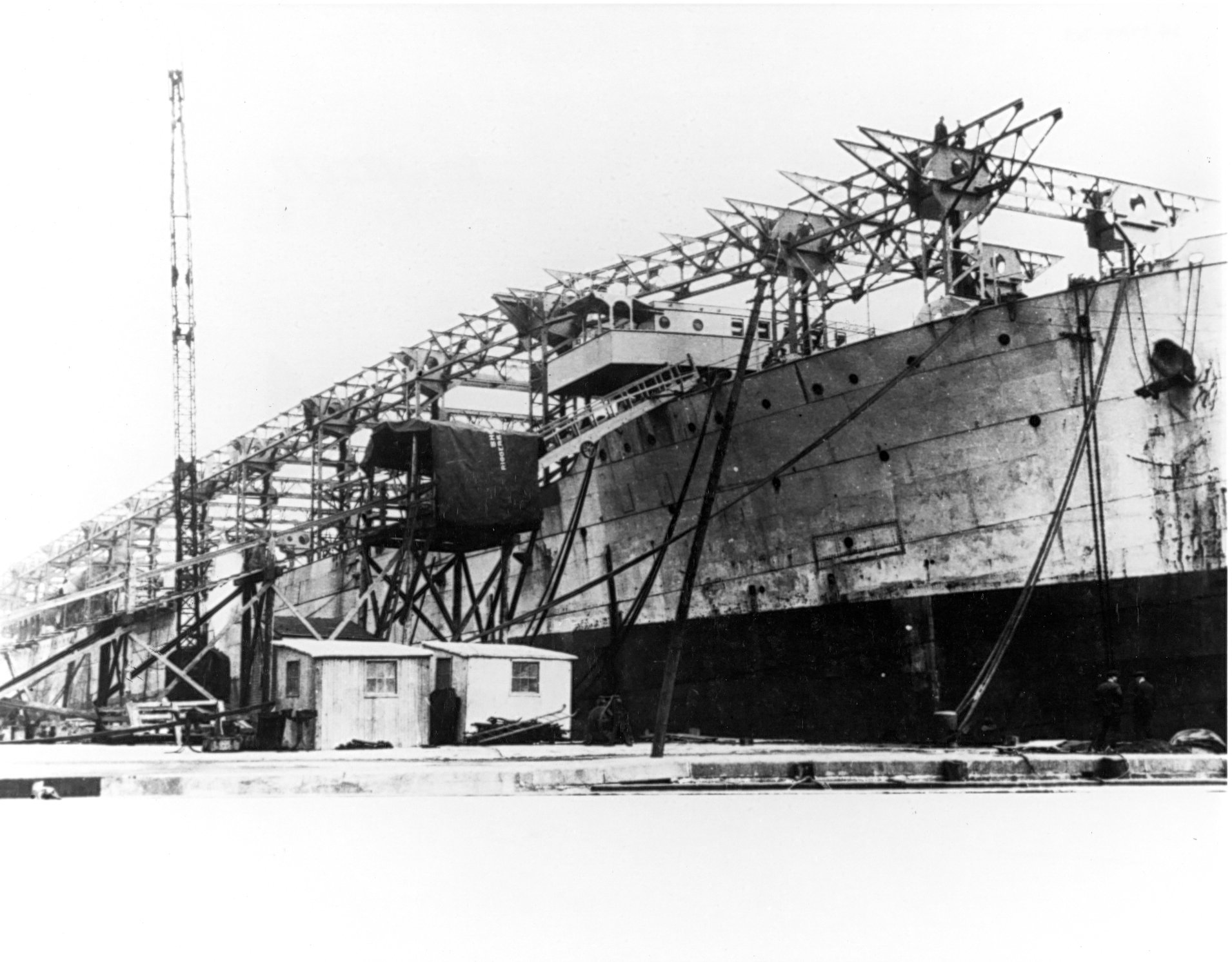
蘭利號於諾福克港進行改裝工程，攝於1921年

朱比特號於1920年4月11日更名為蘭利號，以榮耀美國航空先驅，物理與天文學家，同時也是萊特兄弟的競爭者塞繆爾·蘭利博士 。該艦同時被賦與一個新編號，即CV-1。蘭利號的改裝工程在諾福克港進行，1922年3月20日蘭利號重新服役，由肯尼斯·懷汀（Kenneth Whiting）中校任首任艦長。1922年10月17日，維吉爾·葛瑞芬（Virgil C. Griffin）上尉駕駛一架沃特VE-7SF戰鬥機，第一次從艦上起飛。這次的起飛是美國海軍正式進入空權時代的重要事件。9天後，也就是10月26日，戈弗雷·薛弗萊少校駕駛一架艾爾馬林39B型水上飛機首次降落在蘭利號的甲板。11月18日，懷汀中校駕駛一架PT水上飛機首次從航空母艦上彈射起飛。

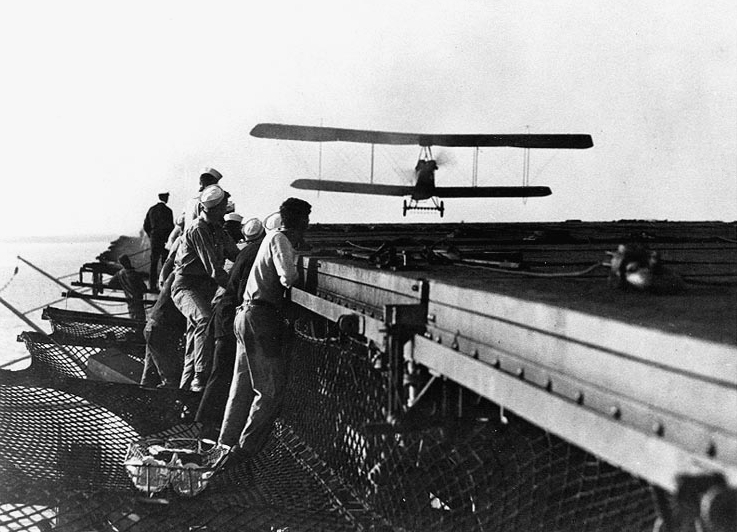
一架艾爾馬林39B正在進行降落甲板的訓練

蘭利號在1923年主要是在加勒比海地區進行飛行任務與訓練，首次公開展示與飛行表演是在華盛頓特區，時間是1923年6月13日。1924年，則參加了多次演習與展示，其中包括了對巴拿馬運河的模擬攻擊。經過幾個月的整修與改造後，蘭利號在1924年11月29日抵達舊金山，納入美國太平洋艦隊的編制中。在接下來的12年，蘭利號在美國西岸到夏威夷間的海域，進行各項，包含飛行員與艦隊的戰術訓練與演習，並為美國接下來兩艘大型航空母舰，即列星頓號與薩拉托加號提供了許多合格的舰载机飛行員。

## 水上飛機母舰生涯

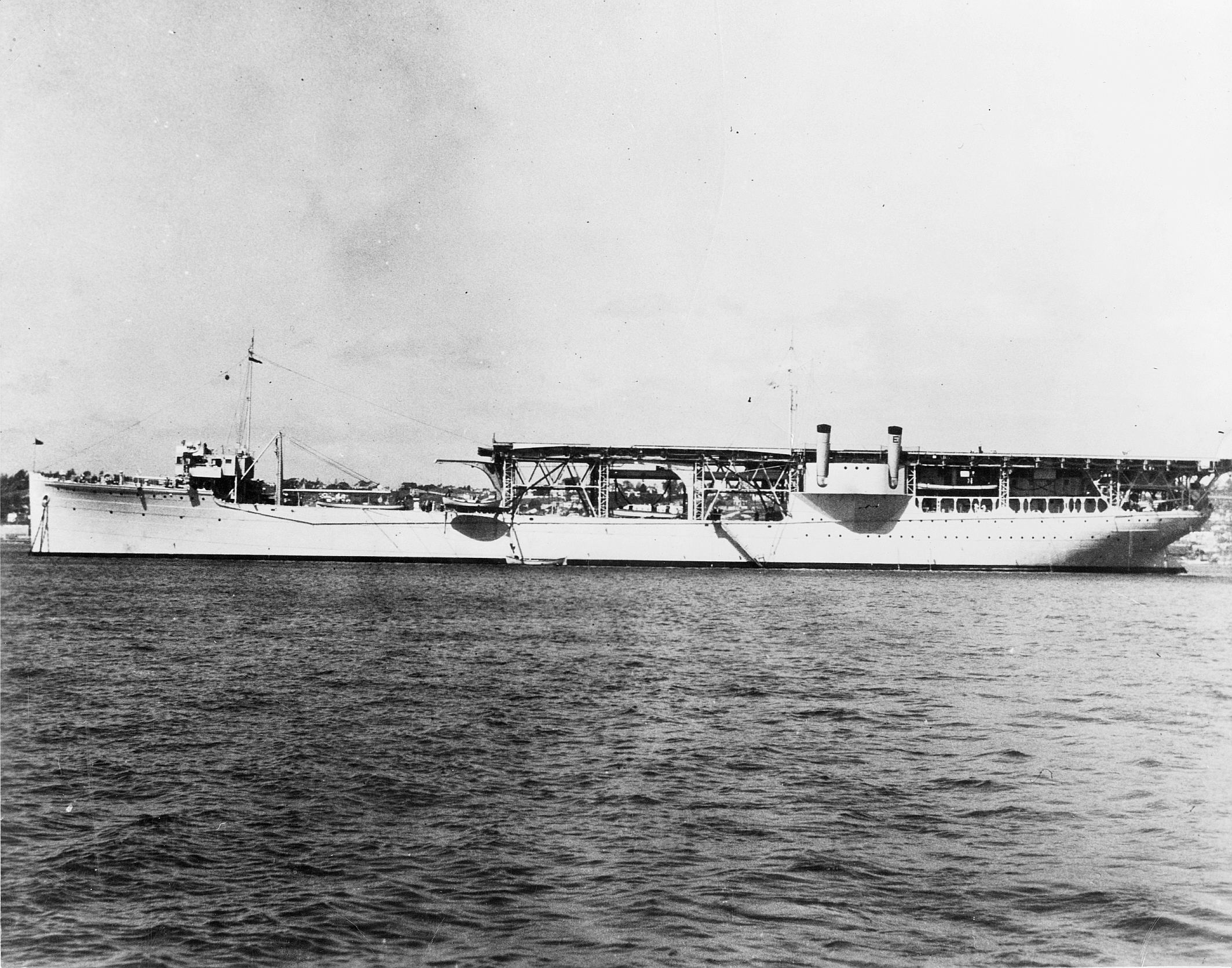
水上飛機母舰蘭利號，攝於1937年

1936年10月25日，蘭利號解除了航空母艦的任務，進入馬爾島海軍造船廠，再次改裝成為水上飛機母舰（Seaplane tender，也有人譯為水上飛機供应舰）。1937年2月26日改裝完成，並在4月11日改編號為AV-3。改裝後的蘭利號隸屬於空中巡邏部隊，在美國西海岸水域執勤。1939年1月到7月轉服役於美國大西洋艦隊，9月24日抵達馬尼拉，編入美國太平洋艦隊，直到美國加入第二次世界大戰。
日本偷襲珍珠港時，蘭利號正泊碇在菲律賓的甲米地。日軍進攻菲律賓時，蘭利號先撤退至荷屬東印度的巴厘巴板港，再撤到澳洲的達爾文港，並成為美国-英国-荷兰-澳大利亚司令部的海上武力之一。蘭利號先協助澳洲皇家空軍的反潛巡邏任務，之後前往西澳的費利曼圖港，搭載33名陸軍航空隊飛行員，與32架已組裝完成，屬於第49驅逐大隊的P-40战斗机，2月22日出發前往爪哇島的芝拉扎港（Tjilatjap）。另一艘貨輪海洋女巫號則搭載其它27架未組裝的P-40战斗机，跟蘭利號一同出發。

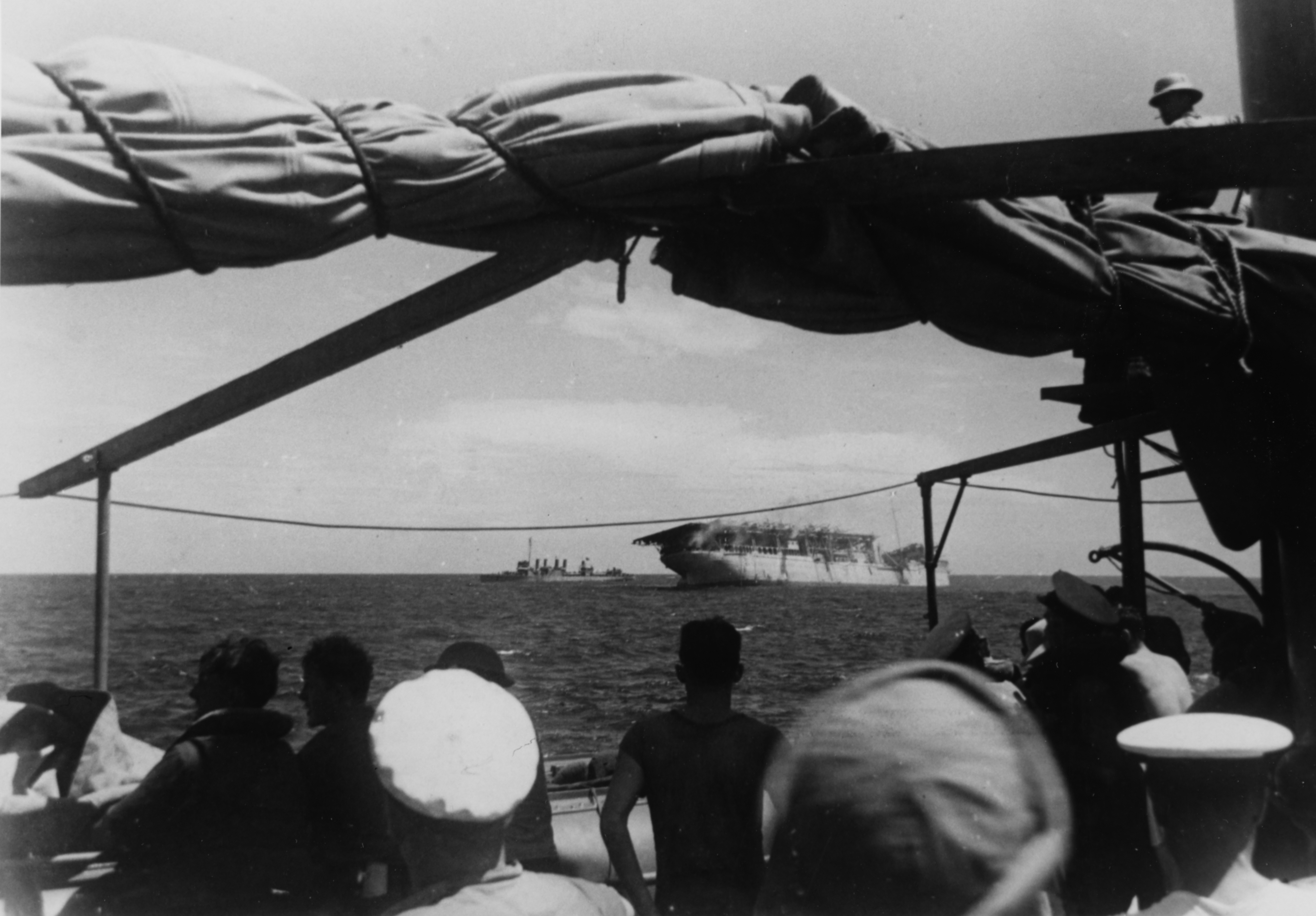
棄船中的蘭利號，驅逐艦艾德索號（USS Edsall，DD-219）正靠近其舷側

本来蘭利號收到的命令是在2月28日清晨進入港口，這樣可以在夜色的掩護下前進，並避開日本飛機的可能的攻擊。但由於日本的攻擊部隊已經接近爪哇，於是ABDA的海軍指揮官，也是爪哇地區的指揮官，荷蘭籍海軍中將康拉德·赫爾弗里希於2月23日要求蘭利號盡速將飛機運抵芝拉扎港。但由於燃料問題使得蘭利號的航速只有10節，加上通讯出现問題，讓蘭利號在27日凌晨改變方向去與護航船隻會合，使得蘭利號需要在27日的白天駛進爪哇港。27日上午9:00左右被日機發現，蘭利號艦長羅伯特·麥克康奈爾（Robert P. McConnell）中校曾提出空中掩護的要求，但並無回音。中午11:40，在離芝拉扎港南方120公里處，蘭利號遭到9架一式陸攻機的攻擊，它被擊中五次以及兩個近接彈，造成16人陣亡，並引發大火。由於火勢蔓延及兰利号进水並傾斜了10度，由於動力系統泡水停擺且吃水過深，蘭利號被判斷無法抵達爪哇芝扎拉港，蘭利號在下午13:32分發出棄船命令，為了避免其落入日本海軍手中，護航的兩艘驅逐艦把乘員救起後，一共以九發4英寸炮彈與兩枚魚雷將蘭利號擊沉 。
為紀念蘭利號的戰損，美軍將一艘建造中的獨立級航空母艦更名為蘭利號。新蘭利號在1943年5月22日下水，同年8月31日服役，並參與多場反攻戰役。

## 注解
1. ↑  或譯為木星號，但美軍擁有編號的16艘運煤船都是以希臘／羅馬神話的神祇命名，因此以音譯為朱比特號。
2. ↑  據說奧維爾·萊特因此事對美國政府大表不滿，並引發兩造之間的對立。後來美國海軍的確將一艘輕航艦命名為萊特號（USS Wright，CVL-49），但時間已是1944年。
3. ↑  . 美國海軍軍艦辭典. 美國海軍部歷史與遺產司令部.
4. ↑  Office of Naval Intelligence, U.S. Navy. . Combat Narratives.   [2021-06-19]. （原始内容存档于2021-12-14）.
5. ↑  海洋瞭望號於次日平安抵達芝拉扎港。

## 外部連結
- USS Langley (AV-3)/USS Jupiter (AC-3) （页面存档备份，存于）-Navsource
- USS LANGLEY (CV-1) （页面存档备份，存于）-Navsource
- LANGLEY （页面存档备份，存于）-Dictionary of American Fighting Ships, Vol. IV,. pp. 45–47